# Ardon (Rússia)

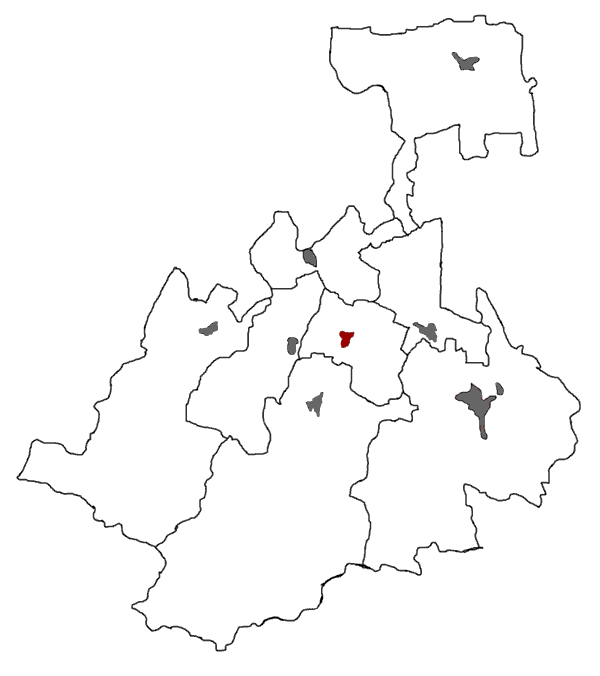
Localização da cidade na Ossétia do Norte

Alagir (Em Osseto: Æрыдон e emrusso: Ардо́н) é uma cidade localizada na Ossétia do Norte, Rússia. Está situada ao oeste do Rio Ardon, a 39 km ao noroeste da capital Vladikavkaz. No ano de 2002 tinha uma população de 17.521 habitantes. Foi fundada no ano de 1824 e recebeu o estatus no ano de 1964.